# 진주고등학교
진주고등학교(晋州高等學校)는 대한민국 경상남도 진주시 상봉동에 있는 공립 고등학교이다.

## 학교 연혁
- 1925년 3월 11일 : 진주고등보통학교 설립인가
- 1925년 4월 24일 : 진주공립고등보통학교(5년제) 개교
- 1938년 4월 1일 : 진주공립중학교(5년제)로 교명 변경
- 1950년 4월 1일 : 진주중학교(6년제)로 개칭
- 1951년 9월 1일 : 진주고등학교(3년제)로 분리 개편
- 1975년 1월 14일 : 부설 방송통신고등학교 설립인가
- 2011년 2월 10일 : 개축 교사(校舍) 준공
- 2012년 12월 20일 : 다목적강당(비봉마루) 준공
- 2017년 3월 1일 : 자율형 공립고 재지정(2017.03.01.-2022.02.28.)
- 2022년 3월 1일 : 자율학교 재지정(2022.03.01.-2025.02.28.)
- 2023년 2월 10일 : 제93회 진주고등학교 졸업식(178명, 누계 33,094명)
- 2023년 2월 12일 : 제46회 부설 방송통신고등학교 졸업식(91명, 누계 6,547명)
- 2023년 3월 1일 : 제40대 정의창 교장 취임
- 2023년 3월 2일 : 제96회 진주고등학교 입학식(신입생 217명)
- 2023년 3월 12일 : 제49회 부설 방송통신고등학교 입학식(신입생 85명)

## 참고 자료
- 진주고등학교 - 한국교육학술정보원 학교알리미